# Grant Clitsome
Grant Clitsome, född 14 april 1985, är en kanadensisk före detta professionell ishockeyspelare som spelade för Columbus Blue Jackets och Winnipeg Jets i NHL.
Clitsome draftades i nionde rundan i 2004 års draft av Columbus Blue Jackets som 271:a spelare totalt.